# لوریوال آسیس
لوریوال آسیس (به پرتغالی: Lourival Rodrigues Assis Filho) هافبک اهل برزیل است که در شهر Nova Viçosa و در تاریخ ۳ فوریهٔ ۱۹۸۴ به دنیا آمده‌است.
لوریوال آسیس در تیم‌های فوتبال Iraty سابقهٔ حضور دارد.